# Clodérico
Clodérico, nascido por volta de 485 e falecido em 508, é um rei dos francos (Reno) em Colónia de 507-508. É filho de Sigeberto, o Coxo, rei dos francos, em Colónia.

## Biografia
Gregório de Tours afirma que Clodérico lutou ao lado de Clovis I na Batalha de Vouillé contra o rei visigodo Alarico II. Pouco depois da campanha, Clovis envia uma mensagem a Clodérico dizendo-lhe que se Sigeberto viesse a morrer, Clodérico herdaria tanto o reino e como a sua amizade. Clodérico então organiza o assassinato de seu pai. Mas Clodérico é pouco depois assassinado pelos enviados de Clovis, que se aproveita do reino de Colónia.
Mas George Bordonove é surpreendido por esta história. Ele nota que Clóvis não usou os meios também desviados para eliminar os outros reis francos: ele ataca Chacarico, fá-lo prisioneiro, e a seu filho, corta-lhe o cabelo e fá-lo ordenar padre e diácono, respectivamente, depois muda de ideias e fá-lo executar, temendo uma revolta futura. Para Ragnachaire, rei de Cambrai, ele ataca diretamente depois de ter subornado uma parte de seu exército, captura Ragnachaire e o seu irmão Richer e os executa. Depois matou outro rei, Ragnomer. Pode-se argumentar que Clóvis não tinha queixas contra Clodérico enquanto ele tinha contra Chacarico e Ragnachaire, mas Gregório de Tours não menciona quaisquer queixas específicas face-a-face do filho de Chacarico, de Richer or Ragnomer. Após a morte de Clodérico, é livremente que os Francos Ripuarianos elegem e elevam Clóvis sobre os baluartes, depois mostram-se particularmente leais a Teodorico I, após a divisão do reino franco em 511, além da história da revolta de Munderico em 534. Parece duvidoso que os Ripuários tinham demonstrado tanta lealdade se Clóvis era o assassino de dois de seus reis. Godefroid Kurth, seguido hoje por Georges Bordonove oferece outra interpretação deste episódio: Enquanto Clóvis  ajuda Clodérico na captura de Aquitânia, após a vitória de Vouillé, Sigeberto é assassinado numa emboscada na floresta de Buconia. Clodérico voltou às pressas para ser reconhecido rei, mas morreu pouco depois, talvez morto durante os tumultos que se seguiram à morte de seu pai. Uma vez que existia nenhum adulto para sucedê-lo, anarquia instala-se em Colónia, e Clóvis e vai lá para pará-la. Ao fazer isso, ele foi eleito rei de Colónia pelos francos. Para o povo, o primeiro assassinato permaneceu misterioso e o rumor, procurando saber quem beneficiava com o crime, em seguida, acusam Clodérico de ter assassinado seu pai, em seguida, Clodérico do mesmo crime contra e Clóvis . Estes são os rumores a que retoma Gregório de Tours, algumas décadas mais tarde.

## Família
Nenhum documento menciona crianças, mas podemos atribuir-lhe:
- Mundérico, pretendente austrasiano. A Vida de São Gundulfo, bispo de Tongeren, escreveu no século XII, dá santo Gundulfo como "descendente do ramo de reis francos descendentes do parricída Cloderico" e "filho do falecido Mundérico que o rei Teodorico teve condenado à morte." Ele acrescenta: "O julgamento de Deus começou quando ele permitiu que Mundéric perecesse pela espada, ele, o filho do parricídio Clodérico".